# Nandra Eko Wahyudi
Nandra Eko Wahyudi, né le 28 novembre 1984 à Malang, est un coureur cycliste indonésien. Il participe à des compétitions sur route et sur piste.

## Palmarès sur piste

### Jeux d'Asie du Sud-Est
- Nilai-Putrajaya 2017
  -  Médaillé de bronze de l'omnium

## Classements mondiaux
| Année         | 2012 | 2013 | 2014 |
| ------------- | ---- | ---- | ---- |
| UCI Asia Tour | 323e |      | 370e |